# Maranathakerk (Ridderkerk)
De Maranathakerk is een kerkgebouw van de Nederlandse Gereformeerde Kerken in de Nederlandse plaats Ridderkerk, provincie Zuid-Holland. Het kerkgebouw is gebouwd in 1963, waarna er uitbreidingen plaatsvonden in 1987 en 1995. Voor 1963 kwam men samen in de Kantine v. Dam in Bolnes en in de bovenzaal van de Christelijke School in Slikkerveer.

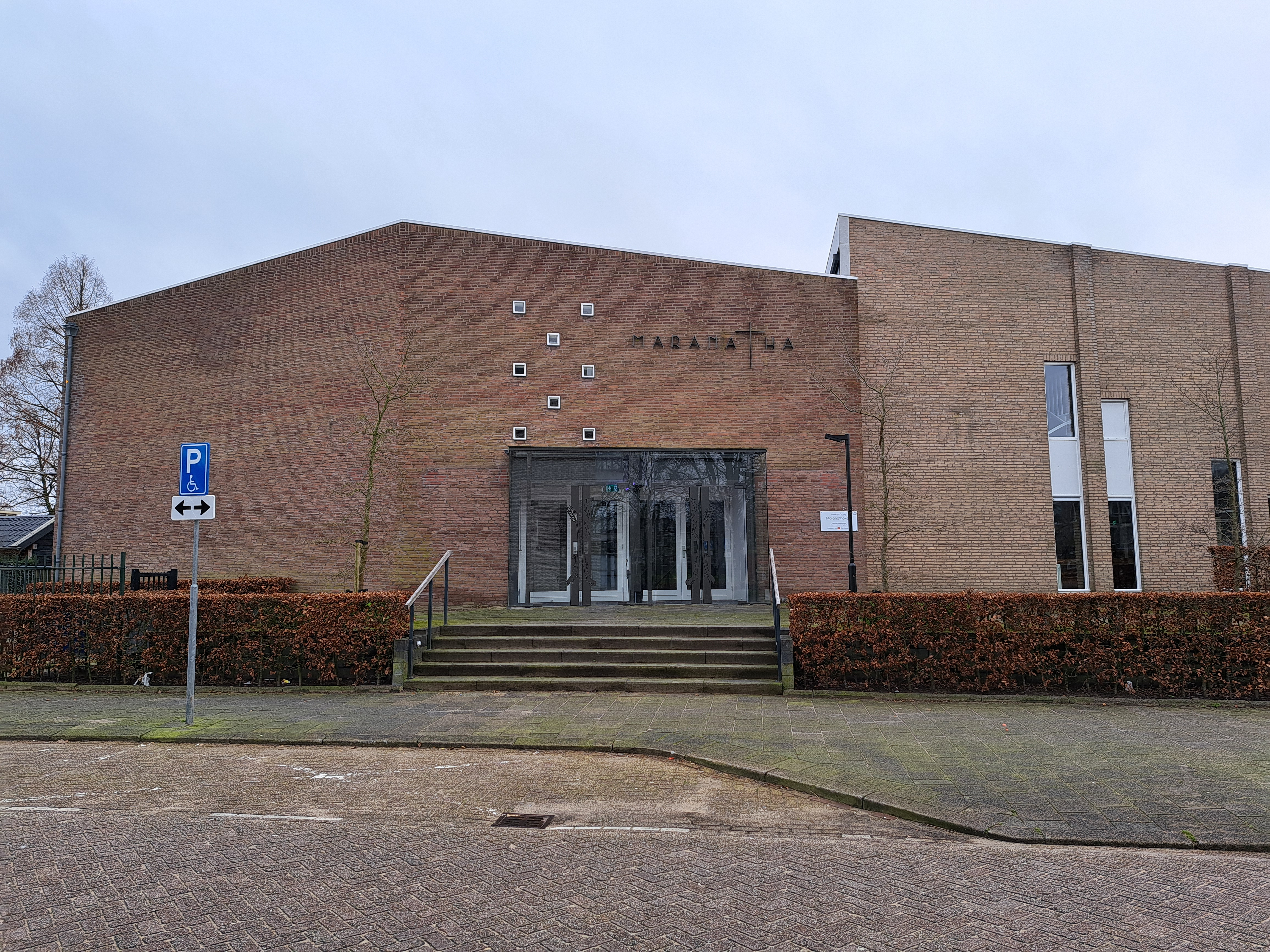
Ingang Maranathakerk vanaf de Margrietstraat
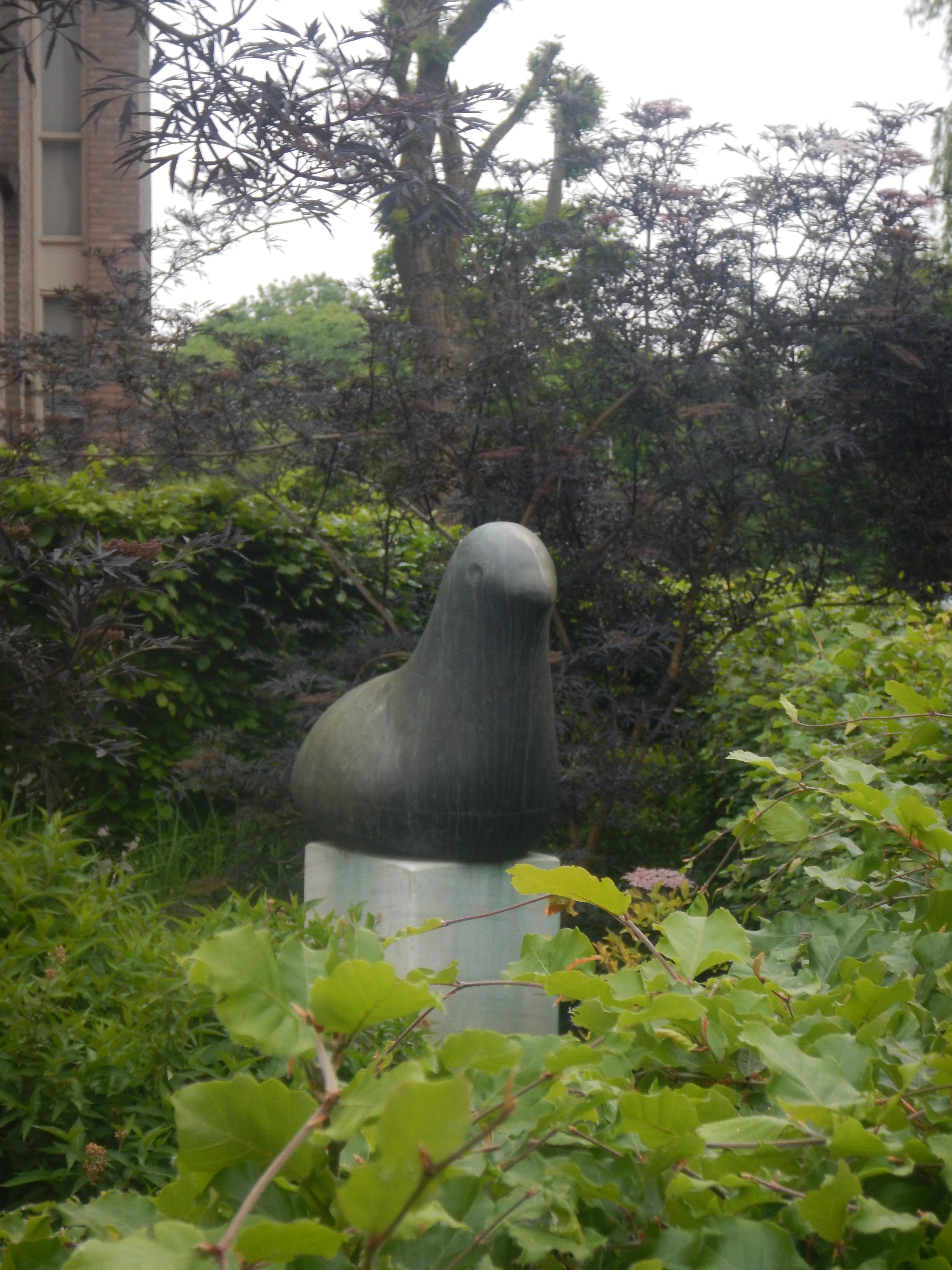
Beeldje bronzen vogel in de kerktuin